# Rhyssemus relegatus
Rhyssemus relegatus är en skalbaggsart som beskrevs av Vladimir Balthasar 1965. Rhyssemus relegatus ingår i släktet Rhyssemus och familjen Aphodiidae. Inga underarter finns listade i Catalogue of Life.